# Аксуское месторождение
Аксуское месторождение золотых руд расположено в Акмолинской области, в 17 км к северо-востоку от города Степногорск. Открыто в 1929 году по следам древних горных выработок. Добыча ведётся с 1931 года. В 1931—1997 годах добыто 25 т золота. Месторождение кварцево-жильного типа. Жилы залегают вдоль интрузивов, состоящих из кварцевых габброидов, диоритов, тонолитов и гранодиоритов. Длина жил колеблется от 107 до 154 м, мощность 0,12—0,31 м. Месторождение разрабатывается компанией «Казахалтын». Руда перерабатывается на Аксуской горно-обогатительной фабрике.